# Francisco González Zapico
Francisco González Zapico (2 de diciembre de 1945, Ciaño, Langreo, Asturias) es un político español que milita en el Partido Socialista Obrero Español. Fue delegado del gobierno en Asturias durante los últimos meses del año 2011, cargo para el que fue nombrado en el Consejo de Ministros de España el día 14 de octubre de 2011 en el gobierno presidido por José Luis Rodríguez Zapatero.

## Biografía
Está casado y tiene una hija. Ingresó en la Administración General del Estado en marzo de 1971 en el Servicio de Extensión Agraria del Ministerio de Agricultura, Pesca y Alimentación. En 1975 se afilió al PSOE. Fue elegido diputado por Asturias entre 1982 y 1989, portavoz de Agricultura y Pesca en el Congreso de los Diputados de 1983 a 1986, vicepresidente de la Comisión de Agricultura y Pesca desde 1986 a 1989, alcalde del concejo de Langreo entre 1987 y 1995 y presidente de la Asociación Comarcas Mineras (ACOM-España). Responsable del Área de Agricultura y Pesca de la Delegación del Gobierno en la Comunidad Autónoma del Principado de Asturias hasta octubre de 2011. 
El 14 de octubre de 2011 González Zapico fue nombrado por el Consejo de Ministros delegado del Gobierno de Asturias en sustitución del titular, Antonio Trevín Lombán, que había sido elegido para encabezar la lista del Partido Socialista Obrero Español asturiano al Congreso de los Diputados para las elecciones del día 20 de noviembre de 2011. Le sustituyó Gabino de Lorenzo nombrado el 5 de enero de 2012 por el Ejecutivo español presidido por Mariano Rajoy.